# Paralastor ignotus
Paralastor ignotus är en stekelart som beskrevs av Perkins 1914. Paralastor ignotus ingår i släktet Paralastor och familjen Eumenidae. Inga underarter finns listade i Catalogue of Life.